# Elga Sorbas
Elga Sorbas (* 8. Januar 1945 in Windecken, Hessen; † 28. April 2018 in Berlin) war eine deutsche Schauspielerin.

## Leben und Karriere
Sorbas startete ihre Karriere 1969 in dem Fassbinder-Film Katzelmacher, wo sie an der Seite von Hanna Schygulla spielte. 1970 spielte sie dann unter der Regie von Roger Fritz mit Klaus Löwitsch, Arthur Brauss und Helga Anders in dem Film Mädchen mit Gewalt. Im selben Jahr arbeitete sie erneut mit Fassbinder zusammen, in dessen Film Der amerikanische Soldat sie die weibliche Hauptrolle spielte. In Fassbinders erster Fernsehproduktion Niklashauser Fart aus dem Jahr 1970 übernahm sie die Rolle eines epileptischen Mädchens und arbeitete noch in weiteren drei Filmen mit Fassbinder zusammen. Außerdem wirkte sie 1970 in der dreizehnteiligen Fernsehserie Keine Zeit für Abenteuer mit, die über das Leben von Entwicklungshelfern in Brasilien berichtete und mit brasilianischen und deutschen Schauspielern gedreht wurde. Von 1971 stammt der Film Seine Majestät Gustav Krause nach einer Vorlage von Erich Kästner, Sorbas spielte ein Mitglied der Familie Krause. Gustav Krause wurde von Siegfried Wischnewski verkörpert. Günter Gräwert, der auch die Rolle des Emil Krause übernahm, führte Regie. In der Actionkomödie Aufforderung zum Tanz, die zum frühen Vorbild nachfolgender Ruhrpott-Komödien wurde, hatte sie 1977 eine Rolle neben Marius Müller-Westernhagen, der die Hauptfigur des Theo spielte. Ihr letzter Film war das Fernsehdrama … und raus bist du von 1980, die Geschichte einer unmöglichen Liebe, unter der Regie von Peter Schulze-Rohr.
Am 24. Januar 2011 eröffnete Sorbas in Berlin den „Kultursalon Elga Sorbas“.
Elga Sorbas starb im April 2018 im Alter von 73 Jahren in Berlin.

## Filme
- 1969: Katzelmacher
- 1970: Mädchen mit Gewalt
- 1970: Der Mann am Strick
- 1970: Rote Sonne
- 1970: Der amerikanische Soldat
- 1970: Niklashauser Fart (Fernsehfilm)
- 1970: Keine Zeit für Abenteuer (Fernsehserie)
- 1971: Seine Majestät Gustav Krause (Fernsehfilm)
- 1971: Rio das Mortes
- 1971: Magic Afternoon
- 1971: Pioniere in Ingolstadt
- 1972: Händler der vier Jahreszeiten
- 1973: Sie nannten sie kleine Mutter (Little Mother)
- 1973: Pan
- 1975: Die schöne Marianne (Folge: Finkel wird sterben)
- 1977: Aufforderung zum Tanz (Fernsehfilm)
- 1978: Das Doppelleben des Wilfried E. (Fernsehfilm)
- 1980: … und raus bist du (Fernsehfilm)
- 1983: Kommissariat 9  – (Fernsehserie, Folge Der Globetrotter)

## Bücher
- 1976: Marokko – Erlebnisse in einem fremden Land (mit P. Brandt), Verlag Oktoberdruck, Berlin